# Montrose Football Club
Il Montrose Football Club, meglio noto come Montrose, è una società calcistica scozzese con sede nella città di Montrose. Milita in Scottish League One, la terza divisione del campionato scozzese.

## Storia
Fu fondato nel 1879 e per i primi decenni disputò solo la Scottish Cup e tornei regionali.
Esordì nei campionati nazionali nella stagione 1923-24, quando fu istituita la Scottish Division Three, in cui disputò tre stagioni, fino all’abolizione repentina della serie. Dopodiché, nel 1929 venne ammesso in Division Two, insieme al Brechin City, per sostituire due squadre estromesse, Arthurlie e Bathgate. La miglior posizione finale di quel periodo fu un ottavo posto nella stagione 1930-31, a cui seguirono piazzamenti di media o bassa classifica. 
Nel 1939 i campionati furono interrotti per la Seconda guerra mondiale.
Alla ripresa dei tornei nel 1946, il Montrose fu inserito nella ricostituita terza serie, la Division C, dove rimase ancora una volta fino all’abolizione del 1955, anno in cui tutte le squadre titolari furono separate dalle squadre riserve e ammesse in Division Two.
Stanziò per diversi anni tra le ultime posizioni, poi migliorò gradualmente fino a raggiungere il quinto posto nei campionati 1961-62 e 1963-64. Seguì un decennio altalenante che culminò col terzo posto della stagione 1974-75, il piazzamento più alto di sempre per il Montrose, che in occasione della riorganizzazione dei campionati gli permise di mantenere la seconda serie, ridenominata First Division. Fu di nuovo terzo nel 1975-1976, a 5 punti dalla promozione in Premier Division. Negli anni successivi, però, i risultati peggiorarono e nel 1979 retrocesse in Second Division, dalla quale risalì nel 1984-85 vincendo il campionato. Trascorsi due anni in First Division, alla fine ridiscese nella serie sottostante. Nel 1991 ottenne un’altra promozione in First Division, in virtù del secondo posto in classifica, ma l’anno successivo concluse penultimo e di nuovo retrocesso. Due anni dopo fu tra le squadre relegate nella nuova Third Division.
Dopo un’ultima comparsa in Second Division nel campionato 1995-1996, il Montrose militò ininterrottamente nella serie più bassa per ventidue anni, la maggior parte dei quali classificandosi nei bassifondi, con poche eccezioni come il terzo posto nel 2007-08. In seguito alla ridenominazione della categoria in Scottish League Two, nel 2015 il Montrose, piazzatosi ultimo, diventa la prima squadra professionistica chiamata a disputare uno spareggio contro la vincente dei tornei semiprofessionistici (Highland Football League e Lowland Football League) per mantenere il posto in quarta serie. L’avversario è il Brora Rangers che viene sconfitto con un complessivo 3-2.
Conservato il posto tra i professionisti, il Montrose riprende quota negli anni successivi e vince la League Two 2017-2018, riconquistando così la terza serie, la League One, in cui ha trascorso le stagioni più recenti riuscendo a qualificarsi per tre volte ai play-off (quarto nel 2020-21, terzo nel 2021-22 e ancora quarto nel 2023-24) venendo però sempre eliminato al primo turno.

## Palmarès

### Competizioni nazionali
- Scottish League One: 1

1984-1985
- Scottish League Two: 2

2017-2018

### Competizioni regionali
- Forfarshire Cup: 10

1891–1892, 1921–1922, 1926–1927, 1931–1932, 1932–1933, 1951–1952, 1961–1962, 1972–1973, 1991–1992, 2001–2002

### Altri piazzamenti
- Scottish Championship:

Terzo posto: 1974-1975, 1975-1976
- Scottish League One:

Secondo posto: 1990-1991
Terzo posto: 2021-2022
- Scottish League Two:

Secondo posto: 1994-1995
Terzo posto: 2007-2008

## Statistiche e record

### Partecipazione ai campionati
| Livello | Categoria                | Partecipazioni | Debutto   | Ultima stagione | Totale |
| ------- | ------------------------ | -------------- | --------- | --------------- | ------ |
| 2°      | Scottish Division Two    | 30             | 1929-1930 | 1974-1975       | 37     |
| 2°      | Scottish First Division  | 7              | 1975-1976 | 1991-1992       | 37     |
| 3°      | Scottish Division Three  | 7              | 1923-1924 | 1954-1955       | 32     |
| 3°      | Scottish Division C      | 5              | 1946-1947 | 1950-1951       | 32     |
| 3°      | Scottish Second Division | 13             | 1979-1980 | 1995-1996       | 32     |
| 3°      | Scottish League One      | 7              | 2018-2019 | 2024-2025       | 32     |
| 4°      | Scottish Third Division  | 18             | 1994-1995 | 2012-2013       | 23     |
| 4°      | Scottish League Two      | 5              | 2013-2014 | 2017-2018       | 23     |